# Індустріальна (станція метро, Кривий Ріг)
47°58′11″ пн. ш. 33°28′20″ сх. д. / 47.9696° пн. ш. 33.4721° сх. д.
«Індустріальна» — станція Криворізького метротраму. Відкрита 26 жовтня 1999 року на мкрн. Індустріальний. Наземна станція з береговими платформами. Приймає маршрути 2М 3М 4М

## Опис
Збудована за спецпроєктом: зовнішніми межами платформ служать стіни, на які спираються балки перекриття. У центральній частині, у зоні підземного вестибюля, конструкція посилена чотирма парами колон. Над балками перекриття розташований дах. Середня висота станції — 10 метрів, найбільша (у центральній частині) — 24 метри.
Вихід до міста здійснюється через підземний вестибюль на обидві боки лінії. З західного боку — вихід у поле, де мав будуватися мікрорайон «Індустріальний». Зараз північний край мікрорайону закінчується за 100 м від станції. Зі східного боку вихід проходить через підземний перехід під автошляхом Р74; також у степу, за 150–200 метрів на південь розташований Криворізький завод гірничого обладнання.

## Галерея

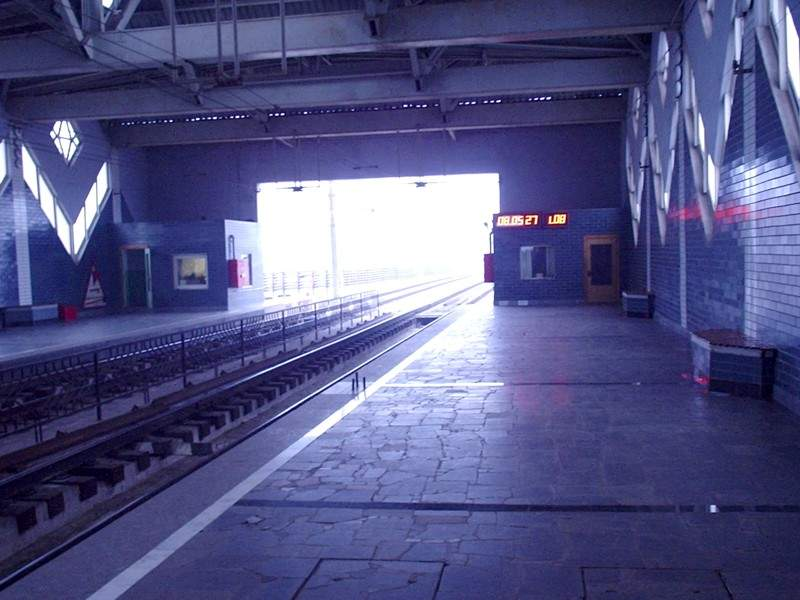
Вид у бік станції Сонячна
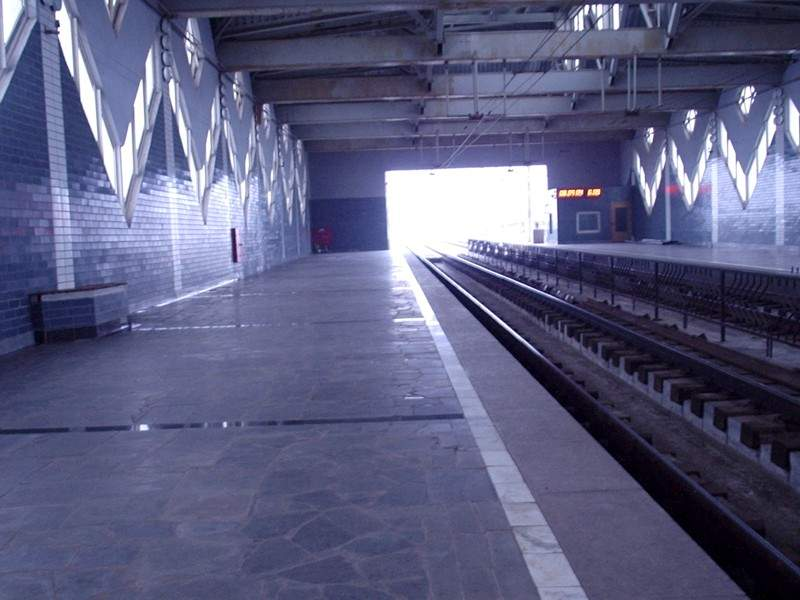
Вид у бік станції Електрозаводська
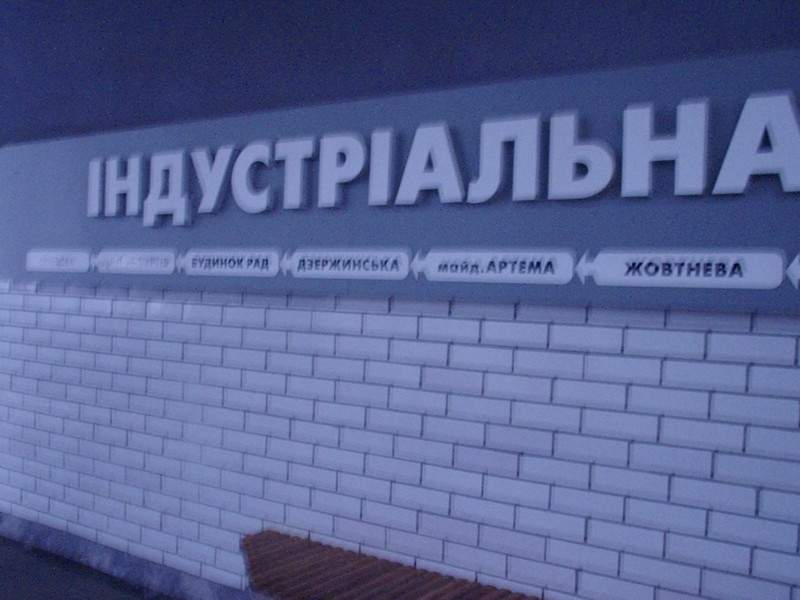
Вказівник на станції